# Arcfestés

Pókember arcfestés

Az arcfestés a kozmetikai festékek művészeti alkalmazása az emberi arcon. Vannak speciális vizes alapú kozmetikai festékek, melyek bevizsgált és bőrre engedélyezett alapanyagokból készülnek. A tempera, filctoll, grafit ceruza, akril, vagy vízfesték nem használhatók bőrön. Ha arcfestést szeretnénk, érdemes megkérdezni a festést végző személyt arról, hogy milyen festéket használ, és mivel távolítható el. Azok a festékek, melyek nem kifejezetten bőrre való felhasználás céljából készültek, viszketéssel, kiütéssel vagy súlyosabb tünettel járó allergiás reakciót okozhatnak. Pusztán mert egy festéken feltüntetik a "Non toxic" vagy "Nem mérgező" feliratot, még nem biztos, hogy bőrön alkalmazható.
Az arcfestés ősi idők óta alkalmazott varázslási módszer, melyet vadászati és harci sikerek érdekében használtak már az őskorban is. A törzsi kultúrákban még mindig népszerű ez a fajta varázslás. A nyugati társadalmakban a 60-as években terjedt el, amikor a hippy mozgalmak fiatal női követői előszeretettel festettek virágokat, és háború-ellenes szimbólumokat az arcukra.
Népszerűsége töretlen immáron több évtized óta Európában, Amerikában és Ausztráliában, leginkább vidéki szabadtéri vásárok, fesztiválok alkalmával, ahol sátrakban, vagy napernyő alatt ülve kaphatunk arcfestést. A téltemető népszokások és a halottakhoz kapcsolódó ünnepek modern változatai során is gyakori a gyermek és felnőtt arcfestés.
A gyerekek többsége számára nagyon élvezetes más ember, kitalált figura vagy állat bőrébe bújni az által, hogy arcfestést viselnek. Gyakran láthatjuk, hogy vásárok alkalmával hosszú sorokban állnak türelmesen várakozva, hogy végre pókemberré, tigrissé, hercegnővé, pillangóvá... váljanak.

## Formák

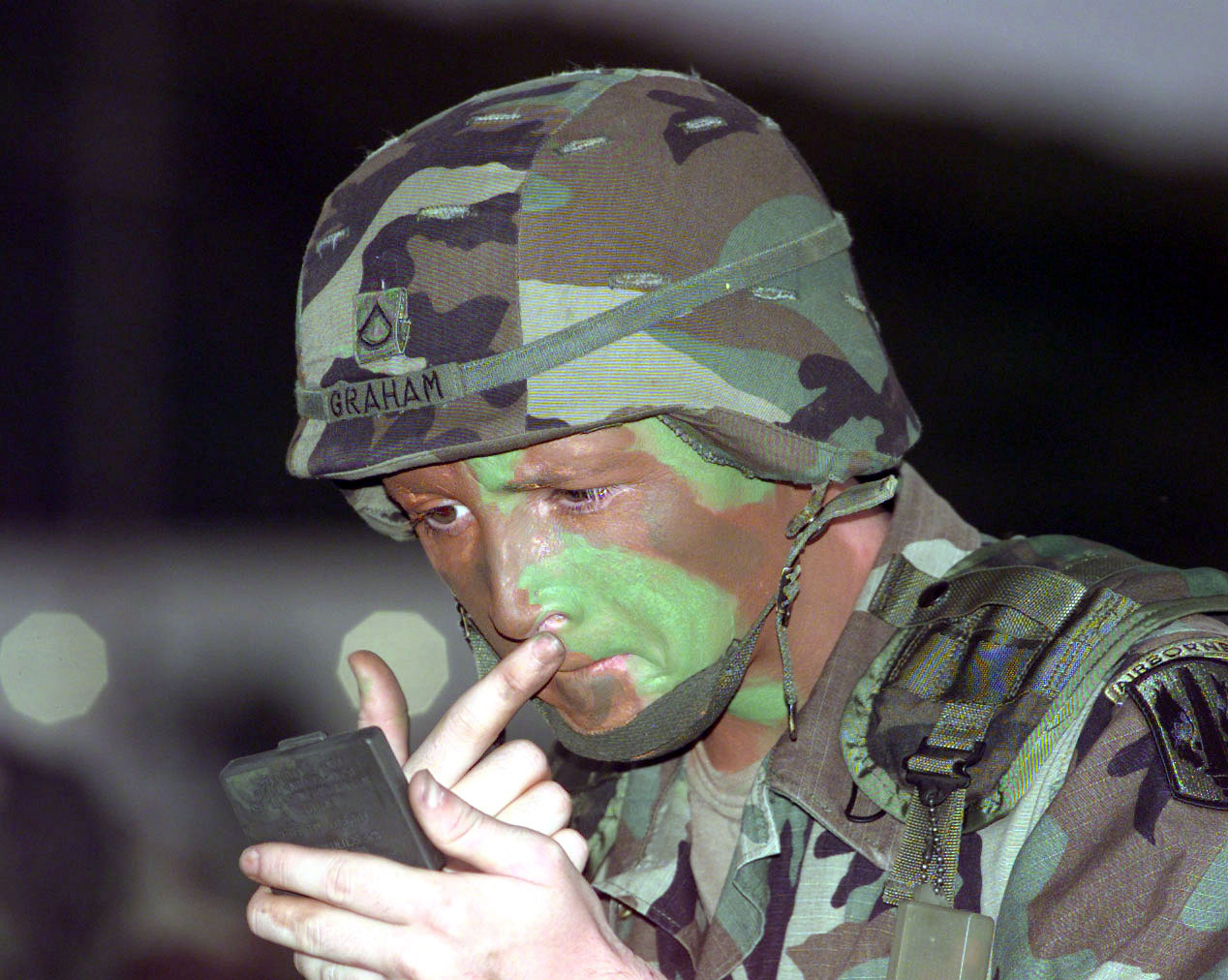
Katonai arcfestés

A arcfestési formák közül a jelentősebbek:
- sporteseményekhez kapcsolódó, egy csapat támogatását kifejező arcfestés,
- a vizuális médiákból ismert szuperhősöket, és jellegzetes karaktereket utánzó arcfestés,
- meseszereplőket megjelenítő arcfestés,
- állatokat megjelenítő arcfestés,
- színjátszáshoz kapcsolódó arcfestés,
- emblémák, logók, jelképek, melyek egy közösség/cég/eszme támogatását fejezik ki,
- katonai arcfestés: az arc mellett a kéz és más, szabadon levő bőrfelület befestése főleg fekete, barna és zöld festékkel.

## Minták

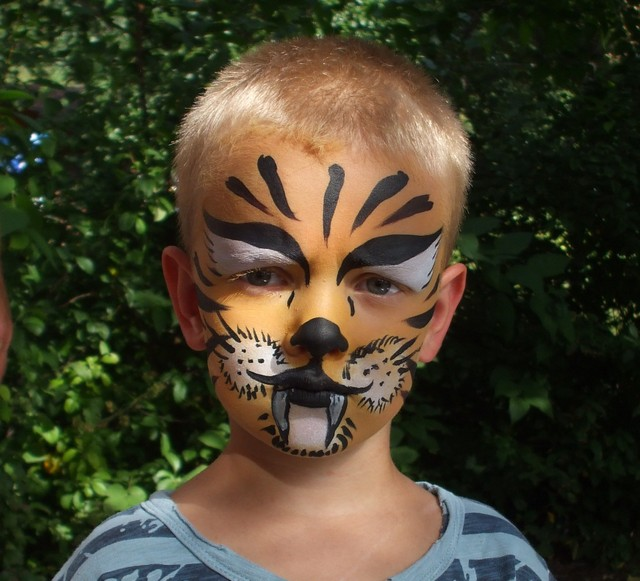
Tigris arcfestés

Gyakori arcfestés minták gyerekek számára:
- tigris: fehér, narancs és citromsárga alapon fekete vagy barna csíkok, szemöldök, orr, bajusz, fogak,
- bohóc: leginkább fehér alapon piros orr és száj, nagy, kifejező szemek,
- pókember: piros alapon fekete csíkok, fehér szem, hasonlóan a maszkhoz, amit Pókember viselt,
- kutya: dalmata esetén fehér alapon fekete foltok a szemen, fülön és az arcon, piros nyelv az állon,
- pillangó: legtöbbször a pillangó teste az orron helyezkedik el, a szárnyai pedig az arc két oldalán,
- macska: semleges alapszínen fekete bajusz, pillák és rózsaszín orr. Lehet cirmos cica, vagy leopárd.

Ha valaki állatjelmezbe öltözik, sokszor csak egy fekete folttal az orron jelzik, hogy egy állatot jelenítenek meg, máskor pedig a teljes arcot befedi az állatot imitáló festés.
Az arcfestéshez hasonlóan sokszor gyorsan elkészíthető, ideiglenes tetoválásokat is kaphatunk, az arcfestőtől, melyek vízzel, alkohollal vagy olajjal eltávolíthatók. Ilyen a hennafestés, csillámos testfesés, air-brush festés.

## Festékek
A modern, vízbázisú arcfestékek a kozmetikai előírásoknak megfelelő alap- és adalékanyagok felhasználásával készülnek. Nem mérgező, antiallergén festékek ezek, legtöbbjük vízzel egyszerűen eltávolítható. Kézzel, ecsettel, szintetikus vagy természetes szivaccsal és airbrush festékszóróval vihetők fel a bőrre.